# راندي جاكسون (لاعب كرة قدم أمريكية)
راندي جاكسون (بالإنجليزية: Randy Jackson)‏ هو لاعب كرة قدم أمريكية أمريكي، ولد في 6 مارس 1944 في ليك سيتي في الولايات المتحدة.

## وصلات خارجية
- راندي جاكسون على موقع مرجع كرة القدم المحترفة.كوم (الإنجليزية)